# Фастовичи (Петриковский район)
Фастовичи (бел. Фаставічы) — деревня в Комаровичском сельсовете Петриковского района Гомельской области Беларуси.

## География

### Расположение
В 62 км на север от Петрикова, 49 км от железнодорожной станции Муляровка (на линии Лунинец — Калинковичи), 212 км от Гомеля.

### Гидрография
На южной окраине старое русло реки Оресса, на западе и востоке сеть мелиоративных каналов.

## Транспортная сеть
Транспортные связи по просёлочной, затем автомобильной дороге Комаровичи — Копаткевичи. Планировка состоит из 2 криволинейных улиц (одна длинная, вторая короткая), почти параллельных между собой и ориентированных с юго-запада на северо-восток. Застройка двусторонняя, неплотная, деревянная, усадебного типа.

## История
По письменным источникам известна с XVI века как деревня Хвастовичи в Мозырском повете Минского воеводства Великого княжества Литовского. После 2-го раздела Речи Посполитой (1793 год) в составе Российской империи. В 1834 году в Туровском казённом поместье, центр староства. В 1850 году собственность казны. Обозначена на карте 1866 года, которая использовалась Западной мелиоративной экспедицией, работавшей в этих местах в 1890-е годы. В 1879 году обозначена в Комаровичском церковном приходе. В 1885 году работали церковь, 2 водяные мельницы, в Комаровичской волости Мозырского уезда Минской губернии.
В 1923 году открыта школа, которая размещалась в наёмном крестьянском доме. В 1930 году организован колхоз «Советская Беларусь», работали паровая мельница и кузница. Во время Великой Отечественной войны здесь базировались партизаны и подпольная типография. В марте 1943 года оккупанты полностью сожгли деревню и убили 20 жителей. 55 жителей погибли на фронте. Согласно переписи 1959 года в составе совхоза «Комаровичи» (центр — деревня Комаровичи). Действуют отделение связи, библиотека, фельдшерско-акушерский пункт.

## Население

### Численность
- 2004 год — 88 хозяйств, 174 жителя.

### Динамика
- 1834 год — 19 дворов, 89 жителей.
- 1850 год — 101 житель.
- 1885 год — 176 жителей.
- 1908 год — 61 двор, 415 жителей.
- 1917 год — 547 жителей.
- 1921 год — 122 двора, 597 жителей.
- 1940 год — 150 дворов, 604 жителя.
- 1959 год — 612 жителей (согласно переписи).
- 2004 год — 88 хозяйств, 174 жителя.